# Helcophorus berendti
Helcophorus berendti là một loài bọ cánh cứng trong họ Lycidae. Loài này được Winkler miêu tả khoa học năm 1987.